# Volodimir Mihajlovics Koman
Volodimir Mihajlovics Koman, ukránul: Володимир Михайлович Коман (Ungvár, 1964. február 20. – Szombathely, 2023. szeptember 27.) szovjet-ukrán labdarúgó, edző. Fia Koman Vladimir magyar válogatott labdarúgó.

## Pályafutása
1983–84-ben a Gyinamo Kijev labdarúgója volt, ahol többnyire a tartalékcsapatban szerepelt. 1985 és 1989 között a Zakarpattya Uzsgorod, 1990-ben a Bukovina Csernovci labdarúgója volt. 1991 februárjában jött Magyarországra. 1991–92-ben a Haladás, 1992–1993-ban a Sabaria-Tipo SE csapatában játszott. Pályafutását osztrák alsóbb osztálybeli csapatokban fejezte be.